# Убивства в Оксфорді
«Убивства в Оксфорді» (ісп. Los crímenes de Oxford) — фільм 2008 року режисера Алекса де ла Іглесіа за романом аргентинського письменника Гільєрмо Мартінеса «Непомітні вбивства» (Crímenes imperceptibles).

## Зміст
Мартін – студент, що вступив у престижний університет – Оксфорд, де несподівано відбувається серія загадкових вбивств. Він разом із детективом – прихильником логіки і математики – починає власне розслідування та вдирається до все більш і більш цікавих закутків знаменитого університету.

## Ролі
- Елайджа Вуд — Мартін
- Джон Герт — Артур Селдом
- Леонор Вотлінг — Лорна
- Джулі Кокс — Бет
- Берн Горман — Подоров
- Шаблон:Нп0 — Місіс Іглтон
- Джим Картер — Інспектор Петерсен

## Нагороди
- 2008 - фільм був номінований на премію Гойя в 6 категоріях і отримав нагороду в трьох категоріях.